# 1981 en France
Chronologie de la France
- 1977
- 1978
- 1979
- 1980
- 1981
- 1982
- 1983
- 1984
- 1985

Cet article présente les faits marquants de l'année 1981 en France.

## Événements

### Janvier
- 6 janvier : incendie d'un silo de stockage de déchets nucléaires à la Hague[1].
- 8 janvier : 
  - Nicole Pradain est la première femme à être nommée procureur général, à la cour d'appel de Riom[2].
  - affaire de Trans-en-Provence. Renato Nicolaï observe l'atterrissage et le départ d'un OVNI qui laisse des traces au sol[3].
- 19 janvier : Paris, collision dans le RER à la station Auber : 1 mort et 71 blessés[4].
- 24 janvier : 
  - le Congrès de Créteil désigne François Mitterrand comme candidat à l'élection présidentielle. Manifeste du parti socialiste qui adopte les « 110 propositions pour la France »[5].
  - sur TF1, première diffusion française de la série télévisée américaine Dallas[6].
- 31 janvier : nommé par le pape Jean-Paul II, Jean-Marie Lustiger succède à Mgr François Marty comme archevêque de Paris[7]. Né de parents juifs, il s'est converti au catholicisme à l'âge de 13 ans.

### Février
- 1er février : suppression de la cotisation patronale supplémentaire de 1 % sur les salaires[8].
- 2 février : la loi sécurité et liberté est promulguée ; votée après la publication du rapport « Réponses à la violence » d'Alain Peyrefitte, ministre de la justice, qui diagnostique l'apparition d'un sentiment généralisé d'insécurité[9]. Elle étend les pouvoirs de la Police et du Parquet et restreint le pouvoir d'appréciation du juge. L'opposition de gauche proteste contre la restriction des libertés publiques. La loi est abrogée par le pouvoir socialiste le 10 juin 1983[10].
- 16 février : l'émission Audition publique sur le thème « Avoir vingt ans pour quoi faire ? » diffusée en direct simultanément sur Antenne 2 et Europe 1 est interrompue après 20 minutes par des militants de la CGT, des jeunesses communistes et du PCF[11].

### Mars
- 4 mars : assassinat par l'ASALA de deux diplomates turcs en poste à Paris[12].
- 15 mars : Coluche renonce à sa candidature à la présidentielle française[13].
- 30 mars : les cinq plus importantes fédérations de ciné-clubs organisent la manifestation « Six heures pour les Ciné-Clubs » à la Cinémathèque de Chaillot à Paris[14].

### Avril
- 2 avril-30 avril : Christian Delorme, prêtre, et Jean Costil, pasteur, commencent à Lyon une grève de la faim pour protester contre les expulsions du territoire français de jeunes issus de familles immigrées qui ont fait l'objet de condamnations[15].

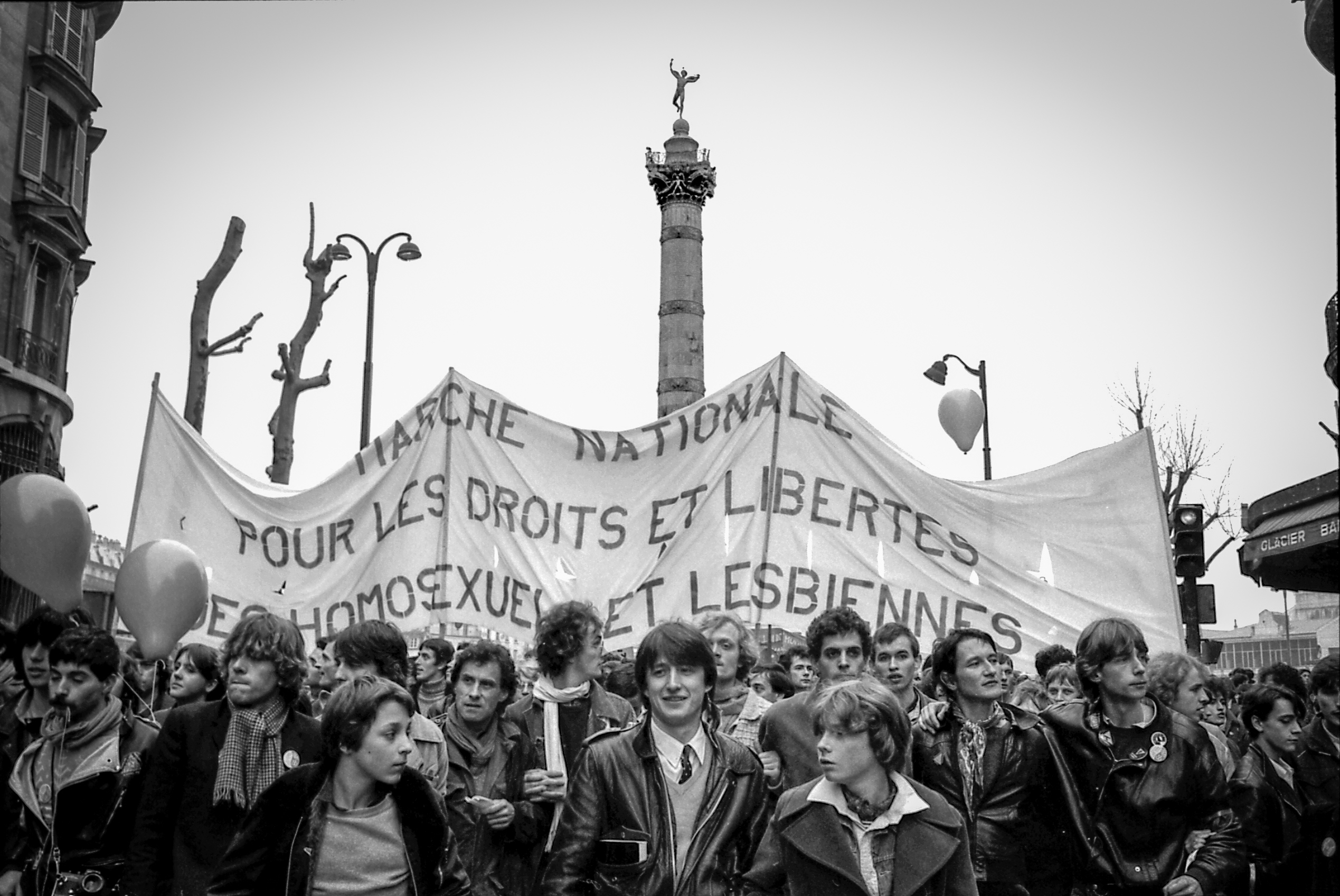
Marche des Fiertés LGBT Paris.

- 4 avril : la « marche nationale pour les droits et les libertés des homosexuels et lesbiennes », organisée par le CUARH, regroupe près de 10 000 personnes à Paris[16].
- 15 avril : loi no 81-357 transcrivant la convention internationale du travail no 111 dans la législation française[17]. Elle inaugure la lutte contre la discrimination à l'emploi et au travail.
- 26 avril : premier tour de l'élection présidentielle ; le sortant Valéry Giscard d'Estaing arrive en tête avec 27,8 % des voix, suivi par François Mitterrand avec 26 %[18].

### Mai
- 2 mai : détournement d'un avion irlandais d'Air Lingus sur  l'aéroport du Touquet avec cent dix-huit personnes à bord. Le pirate de l'air, un ancien moine trappiste, est maîtrisé par le GIGN[19].
- 10 mai : alternance. Élection de François Mitterrand à la présidence de la République française, avec 52,20 % des voix[18]. C'est la première fois sous la Cinquième République qu'un candidat socialiste est élu à la tête de l'État.
- 13 mai : nouvelle formule du journal Libération sous la direction de Serge July après une interruption le 23 février[20].
- 15 mai : tricentenaire de la première mise en eau complète du canal du Midi[21].
- 21 mai :
  - le septennat de François Mitterrand s'ouvre par une cérémonie au Panthéon durant laquelle il rend hommage, par un dépôt de roses rouges, à Jean Jaurès, Jean Moulin et Victor Schœlcher. Le même jour, Pierre Mauroy, nommé Premier ministre, forme le gouvernement[18].
  - André Pauletto, trois fois meurtrier, est condamné à mort par la cour d'assises des Bouches-du-Rhône pour le meurtre et le viol de sa fille de dix ans[22].
- 22 mai :
  - décret de dissolution de l'Assemblée nationale[18].
  - Jean-Pierre Declerck, 30 ans, qui a violé et tué une jeune fille de 15 ans, est condamné à la peine capitale par les jurés du Pas-de-Calais[23]. Il est gracié le 9 octobre 1981.
- 25 mai : grâce présidentielle de Philippe Maurice, condamné à mort[24].
- 27 mai : suspension provisoire des expulsions d'étrangers[25].

### Juin
Plan de relance Mauroy de 1,7 % du PIB sur deux ans, de juin 1981 à juin 1983. Il entraine une dégradation des comptes extérieurs  et le gouvernement est contraint d'appliquer un plan de rigueur à partir de 1982 : le SMIC augmente de 10%, les allocations familiales de 25 %, le minimum vieillesse de 20 % ; des réformes fiscales favorables aux bas revenus sont mises en place, les aides au logement et à l'industrie sont augmentées, l'investissement des administrations reprend, des emplois publics sont créés et la création d'emplois et le recrutement des jeunes sont subventionnés, de nouvelles aides sont accordées aux agriculteurs,
- 1er juin : le SMIC augmente de 10 %[8].
- 3 juin : conseil des ministres ; annonce d'un plan de relance de l'économie par la consommation populaire[29] ; annonce de l'abandon de l'extension du camp militaire du Larzac[30].
- 10 juin : le conseil des ministres annonce la création de 55 000 emplois dans la fonction publique[31].
- 14-21 juin : élections législatives en France : large victoire de la Gauche avec 334 députés et 67,8 % des sièges. Le PS obtient la majorité absolue  : « vague rose »  (285 députés et 58 % des sièges)[18].
- 23 juin : les communistes sont pour la première fois présents au gouvernement. Le gouvernement Mauroy comporte quatre ministres issus du PCF[18]. Il entame une politique très marquée à gauche pour appliquer les promesses électorales du Président : durée hebdomadaire légale du travail réduite d'une heure (39 heures au lieu de 40), cinquième semaine de congés payés, augmentation du nombre de fonctionnaires, décentralisation, larges nationalisations, impôt sur la fortune, retraite à soixante ans, abolition de la peine de mort, remboursement de l'IVG, réforme des médias, etc. Le même jour a lieu une rencontre entre George H. W. Bush et François Mitterrand où le président français rassure les Américains sur la coopération franco-américaine[32].

### Juillet
- 1er juillet : 
  - les allocations familiales et l'allocation logement sont revalorisées de 25 %[33].
  - circulaire interministérielle sur la démocratisation de la formation scolaire[34]. Création des ZEP (zone d'éducation prioritaire) par le ministre de l'éducation Alain Savary.
- 2 juillet : Louis Mermaz est élu président de l’Assemblée nationale[35].
- Nuit du 8 au 9 juillet : des voitures sont volées et brûlées dans le quartier des Minguettes à Vénissieux dans la banlieue lyonnaise[36]. Début de la rébellion urbaine des Minguettes, largement envenimée par les médias : Le Figaro du 7 juillet 1981 écrit les « cités populaires » se plient désormais « à la loi de bandes maghrébines »[37] et conclu « Le gouvernement , en supprimant les expulsions d'individus douteux , encourage donc les dévoyés ! »[38]. De violents incidents (rodéos de voitures volées, incendie d'automobiles) durant l'été vont entraîner une série de mesures nationales à commencer par la politique de DSQ (développement social des quartiers). 250 voitures et des dizaines de bâtiments seront détruites par des jeunes d'origine « immigrée » en l'espace de deux mois[39].
- 8 juillet : François Mitterrand déclare à l'hebdomadaire allemand Stern « Je crois que la paix est liée à l'équilibre des forces dans le monde . L'installation des SS-20 et des Backfire soviétiques rompt cet équilibre en Europe, il faut réarmer avant de négocier »[35].
- 9 juillet : le ministre socialiste des PTT Louis Mexandeau inaugure à Vélizy, Télétel 3V, l'expérimentation du service Minitel. Parallèlement un annuaire électronique est expérimenté depuis juillet 1980 en Ille-et-Vilaine[40].
- 18 juillet : tuerie d'Auriol. Un règlement de comptes entre membres du SAC entraîne une commission d'enquête parlementaire et la dissolution de l'association[41].
- 29 juillet : suppression de la Cour de sûreté de l'État[42].
- 30 juillet : le conseil des ministres décide de suspendre la construction de cinq centrales nucléaires[35], dont le projet controversé de Plogoff.

### Août
- 3 août : loi de finance rectificative[43] majorant de 7,7 milliards de francs les recettes fiscales. Surtaxe sur les hauts revenus, hausse des impôts sur les bénéfices des sociétés, des banques et des compagnies pétrolières. Majoration de la taxe sur les produits pétroliers[44].
- 10 août : « loi Lang » imposant un prix unique sur les livres[45].
- 11 août : circulaire interministérielle relative à la régularisation de la situation de certains étrangers ; 142 000 sont concernées[25].
- 26 août : le Conseil des ministres approuve le projet de loi abolissant la peine de mort[46]. Le ministre de la justice Robert Badinter dépose le projet à l'Assemblée nationale le 29 août où le texte est discuté les 17 et 18 septembre[47].
- 31 août, 2 et 4 septembre : campagne de publicité pour l'afficheur Avenir « qui tient ses promesses ». Sur les affiches, Myriam, vêtue d'un bikini, enlève le haut le 2 septembre et le 4 septembre le bas[48].

### Septembre
- 18 septembre : la chambre basse vote par 369 voix contre 113 l'abolition de la peine de mort en France[46]. Des voix de l'opposition, comme celles de Jacques Chirac et Philippe Séguin se sont jointes à celles des socialistes pour la voter[49].
- 22 septembre : inauguration du TGV Paris-Lyon par François Mitterrand[50].
- 24 septembre : opération Van, attaque du consulat de Turquie à Paris par l'Armée secrète arménienne de libération de l'Arménie. Soixante personnes sont prises en otages[12].
- 30 septembre :
  - le projet de loi abolissant la peine de mort est voté au Sénat par 160 voix pour et 126 contre[46].
  - décret supprimant l'anonymat des transactions sur l'or à compter du 1er octobre[51]. Les intermédiaires ont l'obligation de noter l'identité des acheteurs et vendeurs d'or non monnayé ou d'or en barre ou en lingot. L'importation et l'exportation du commerce d'or sont toujours interdites.

### Octobre
- 4 octobre : dévaluation de 3 % du franc[29].
- 7 octobre : le Conseil des ministres décide un blocage pour six mois pour certains prix, demande la modération salariale et annonce gel de 15 milliards des dépenses prévues dans la loi de finances 1982[29].
- 9 octobre : 
  - promulgation de la loi abolissant la peine de mort[46].
  - une loi ouvre aux étrangers le droit d'association[52].
- 10 octobre : François Mitterrand se rend à Longwy, en Lorraine, et déclare « Il n’y aura pas de secteurs condamnés, qu’il s’agisse, dans votre région, de la sidérurgie qu’il nous faut sauvegarder, développer, des mines de fer dont l’exploitation doit être poursuivie au prix d’un grand effort que supportera notamment la collectivité nationale, car il faut développer les technologies qui, en l’espace de trois à quatre ou cinq ans, nous permettront d’améliorer la teneur du minerai afin que vous soyez en mesure d’affronter victorieusement la compétition internationale ; nous assurerons la transition »[53].
- 17 octobre : loi relative à l'emploi des travailleurs étrangers en situation irrégulière[52]. Elle renforce la lutte contre le travail clandestin et instaure des sanctions contre les employeurs.
- 23-25 octobre : congrès socialiste de Valence. Le député Paul Quilès, directeur de campagne de François Mitterrand déclare « Il ne faut pas se contenter de dire comme Robespierre : des têtes vont tomber... Il faut dire lesquelles et rapidement »[54].
- 26 octobre :
  - à l'issue d'un long débat, le parlement adopte le principe des nationalisations. Elles concernent la sidérurgie, cinq grands groupes industriels (CGE, Thomson, Brandt, Saint-Gobain, Rhône Poulenc, Péchiney-Ugine-Kuhlmann) et des principales banques et assurances[55] (« loi du 11 février 1982 »).
  - réouverture de l'université de Corse-Pascal-Paoli, fondée en 1765, qui avait été fermée par l'armée de Louis XV lors de la conquête de la République corse par le royaume de France en 1769[56].
- 27 octobre : adoption de l'article 2 du projet budgétaire qui institue l'impôt sur les grandes fortunes[57].
- 29 octobre : « loi Questiaux » relative aux conditions d'entrée et de séjour des étrangers en France[52]. Abrogation de la loi Bonnet de 1980 et création du certificat d'hébergement[58].

### Novembre
- 9 novembre : loi Fillioud autorisant les radios locales privées à émettre[59].
- 16 novembre : l'attentat d'un groupe arménien à la gare de Paris-Est fait deux blessés[12].
- 17 novembre : création officielle du Mouvement initiative et liberté (MIL)[60].
- 26 novembre : abrogation de la « loi anti-casseurs[61] ».
- 29 novembre : Jacques Delors, ministre des Finances, demande sur RTL une « pause dans l'annonce des réformes »[62].

### Décembre
- 1er décembre : un DC-9 de la compagnie yougoslave Inex-Adria Aviopromet heurte le sommet du monte San Petru, causant la mort des 180 occupants de l'appareil[63].
- 10 décembre : grève des médecins hospitaliers pour maintenir le secteur privé dans l'hôpital[64].
- 14 décembre : manifestation commune de la plupart des fédérations et syndicats nationaux (CGT-FO, CFDT, CGC, CFTC, FEN) contre l'état de siège en Pologne[65].
- 15 décembre :
  - loi abrogeant la loi du 8 juin 1970, dite « loi anti-casseurs »[47].
  - Yvon Gattaz devient le nouveau président du CNPF[66].
- 18 décembre : adoption de la première loi sur les nationalisations, remise en cause par le Conseil constitutionnel[47].
- 23 décembre : le Conseil des ministres institue une Commission nationale pour le développement social des quartiers (CNDSQ)[67].
- 30 décembre : loi de finances pour 1982 ; instauration de l'impôt sur les grandes fortunes[68]. Majoration de 15 milliards de francs des dépenses militaires[69]. L’accroissement du déficit oblige le gouvernement à décréter une hausse fiscale de 36 milliards de francs des impôts (TVA, droits d'accise) et des cotisations salariales pour financer l’accroissement des dépenses sociales votées en août par le parlement.

## Naissances en 1981
- 26 juin - Damien Sargue (chanteur)
- 29 novembre - Bun Hay Mean, humoriste, acteur français († 10 juillet 2025).

## Décès en 1981
- 5 janvier : Lanza del Vasto, écrivain et partisan de la non-violence.
- 12 février : Edmond Lahaye, artiste, illustrateur, céramiste chansonnier.
- 15 mars : René Clair, réalisateur.
- 15 avril : Valentine Prax, peintre.
- 1er juillet : Bernard Dimey, poète, parolier.
- 11 août : Valentine Tessier, comédienne.
- 4 septembre : Louis Delamare, ambassadeur de France, assassiné au Liban.
- 9 septembre : Jacques Lacan, psychanalyste.
- 11 septembre: Dominique Auclères, journaliste au Figaro (1945-1975)
- 29 octobre : Georges Brassens, auteur-compositeur-interprète.
- 5 novembre : Jean Eustache réalisateur et acteur.
- 10 novembre : Abel Gance, réalisateur.
- 16 décembre : Jean-Louis Goarnisson, prêtre, médecin et homme politique.